# Virtual U
Virtual U é um software desenvolvido pela Enlight de forma a simular um ambiente de uma faculdade ou de uma universidade.
O software pode ser considerado tanto um jogo de computador quanto um jogo de aprendizagem.